# Всеукраїнське об'єднання «Платформа Громад»
Всеукраїнське об'єднання «Платформа Громад»  — українська регіональна політична партія, заснована у 2015 році, як Політична партія «Народна правда», але в листопаді 2019 була перейменована у Всеукраїнське об'єднання «Платформа Громад».

## Діяльність
У 2015 році  ця політична сила була зареєстрована як "Народна правда", яку очолив спочатку Віктор Бобко, потім Віталій Авельцев, а перед перейменуванням - Артем Дубров. У листопаді 2019 року партію очолив колишній голова Івано-Франківської обласної державної адміністрації Олег Гончарук.
В грудні 2020 року відбулася презентація партії. На презентації було оголошено, що партія візьме участь у місцевих виборах.
У вересні 2020 року партія оголосила, що йде братиме участь у місцевих виборах. Партія шла на вибори під гаслами: «Земля наших дітей», «Країна починається з громади» та «Сила громад». Згодом партія оприлюднила своїх кандидатів і запропонувала 84 кандидатів у обласну раду Івано-Франківської області і трьох висуванців на посаду голів ОТГ. На виборах «Українська стратегія Гройсмана» співпрацювала з «Платформою громад».
За даними соціологічного дослідження, станом на вересень 2020 року 15,6% серед опитаних жителів Івано-Франківської області мали намір голосувати за партію на місцевих виборах.
У ході виборів партія отримала 40 970 голосів (11,9%) у Івано-Франківській області та здобула 10 місць в Івано-Франківській обласній раді. Загалом партія здобула 217 мандатів у селищних, сільських і міських радах Івано-Франківської області.
На посаду міського голови Івано-Франківська від партії балотувався Василь Стефанишин, однак він не був обраний (отримав 1,2% від усіх голосів виборців).

## Зовнішні посилання
- Програма партії [Архівовано 29 листопада 2021 у Wayback Machine.]